# Município de Yellow Creek (Ohio)
O município de Yellow Creek (em inglês: Yellow Creek Township) é um município localizado no condado de Columbiana no estado estadounidense de Ohio. No ano de 2010 tinha uma população de 2.140 habitantes e uma densidade populacional de 41,76 pessoas por km².

## Geografia
O município de Yellow Creek encontra-se localizado nas coordenadas 40° 36′ 53″ N, 80° 41′ 52″ O. Segundo a Departamento do Censo dos Estados Unidos, o município tem uma superfície total de 51.25 km², da qual 51,14 km² correspondem a terra firme e (0,21%) 0,11 km² é água.

## Demografia
Segundo o censo de 2010, tinha 2.140 habitantes residindo no município de Yellow Creek. A densidade populacional era de 41,76 hab./km². Dos 2.140 habitantes, o município de Yellow Creek estava composto pelo 95,84% brancos, o 2,38% eram afroamericanos, o 0,19% eram amerindios, o 0,05% eram asiáticos, o 0,19% eram de outras raças e o 1,36% eram de uma mistura de raças. Do total da população o 0,37% eram hispanos ou latinos de qualquer raça.